# Генерал Дела Ровере
Генерал Дела Ровере (итал. Il generale Della Rovere) је италијанско-француски драмски филм из 1959. године, режисера Роберта Роселинија, заснован на истинитој причи Индра Монтанелија. Радња је смештена током Другог светског рата и прати ситног преваранта кога хапси Гестапо и приморава га да се лажно представља као вођа партизана како би разоткрио другог организатора отпора.
Филм је премијерно приказан 31. августа 1959. на Филмском фестивалу у Венецији, где је освојио награду Златни лав.

## Радња
Године 1944, Ђенова се налази под Италијанском Социјалном Републиком. Емануеле Бардоне је ситни преварант из Кампаније који се представља као инжењер или пуковник Грималди: он је љубитељ коцкања и жена. Једног јутра, када се враћао кући, зауставио га је немачки пуковник Милер, коме су гуме на аутомобилу избушене ексерима које су поставили партизани, а Бардоне му показује оближњег механичара. Њих двојица овом приликом разговарају о актуелним временима и рату, обећавајући да ће се поново видети.
Уз саучесништво Валтера, немачког подофицира Вермахта, Бардоне изнуђује новац од породица политичких затвореника, којима се хвали утицајним познанствима са немачким окупационим властима и обећавајући, у замену за новац који ће се користити као мито за нека службена лица, повољно решавање случајева њихових сродника, пуштање на слободу или блажу казну. На овај начин стиче новац за коцкање, где га убрзо и губи. Затим се окреће Валерији, плесачици са којом живи, коју користи за добијање кредита или залагање предмета. Али сада ни она више не верује у њега. Олга, друга жена која га је много волела и коју је преварио уобичајеним обећањима, остаје огорчена, али помаже Бардонеу дајући му своју уштеђевину.
Једног дана, међутим, његова превара је откривена. Бардоне телефонира жени, којој је раније обећао да ће се залагати у име њеног мужа, да добије новац како би га ослободио. Жена, шокирана након што је примила вест о мужевом погубљењу, пријављује га властима и заказује састанак у бару да му смести. Бардонеа, сада ухапшеног, испитује пуковник Милер пред својим жртвама, породицама ухапшених Италијана. Да би олакшао своју озбиљну позицију, Бардоне пристаје да сарађује са Милером, који му предлаже да, пошто је открио своју способност да обмањује људе, преузме идентитет генерала Ђованија Брачофортеа Дела Ровереа − важног официра покрета отпора – убијеног на контролном пункту од стране немачких војника док је бежао, који нису испоштовали наређење да га ухвате живог. Милер наређује да се тело Дела Ровереа сахрани далеко од Ђенове, како нико не би сазнао за његову смрт, а потом да се прошири вест да је ухапшен. Бардоне ће бити интерниран у Милану, у политичком крилу затвора Сан Виторе, са задатком да глуми Дела Ровереа како би се инфилтрирао и добио информације од других политичких затвореника.
Време проведено у затвору, као и стање покрета отпора, са којом преварант долази у контакт, полако га наводе на преиспитивање вредности достојанства, храбрости и патриотизма. Постепено, он не само да глуми Дела Ровереа, губећи сопствени идентитет, већ почиње да улива храброст и наду осталим затвореницима. Дубоко је погођен смрћу Аристидеа Банчелија, партизана који је носио тајну поруку. Након што је откривен, Банчели је мучен, али, у страху да се не изда под новим принудама, на крају је починио самоубиство. И лажни генерал је мучен, да би међу затвореницима стекао статус јунака.
Коначно, једне ноћи, након рације у Милану која је довела до хватања цивила и неких партизана, лажни генерал је послан да проведе ноћ у просторији у којој двадесетак људи чека стрељање у знак одмазде. Међу тим људима, Немци са сигурношћу знају да се налази и „Фабрицио”, вођа покрета отпора, кога Гестапо лови, а коме још увек не знају име. Пуковник Милер тражи од Бардонеа да сазна ко међу њима је Фабрицио.
„Фабрицио” се представља особи за коју верује да је генерал Дела Ровере: сада Бардоне има информацију која би му, према обећањима пуковника Милера, гарантовала слободу, као и новчану награду (милион лира) и безбедан пут до Швајцарске. Али, када Милер затражи да му открије име, овај одбацује пређашњи договор, радије бирајући да дели судбину људи који ће умрети, уместо да изда онога који се, ризикујући свој живот, племенито борио за слободу. Бардоне се представља достојанствено стрељачком воду и умире заједно са десет других мушкараца, укључујући и неке Јевреје, након што је молио Милера да пошаље опроштајну поруку жени правог генерала. Пред стрељање, он је подстакао остале да своје последње мисли повере својим породицама, краљу и својој домовини. Пошто је сведочио погубљењу, када му други немачки војник укаже на грешку што су убили још једног човека, пуковник Милер препознаје да је погрешио у процени италијанског карактера.

## Улоге
| Глумац            | Улога                               |
| ----------------- | ----------------------------------- |
| Виторио де Сика   | Виторио Емануеле Бардоне / Грималди |
| Ханес Месемер     | пуковник Милер                      |
| Виторио Каприоли  | Аристиде Банчели                    |
| Сандра Мило       | Олга                                |
| Ђована Рали       | Валерија                            |
| Марија Греко      | Мадама Вера                         |
| Херберт Фишер     | немачки наредник                    |
| Ан Вернон         | Клара Фасио                         |
| Франко Интерленги | Антонио Паскуали                    |